# TIBOR
TIBOR（タイボー、Tokyo InterBank Offered Rate）は、東京の銀行間取引金利のこと。
一般的には指定された複数の有力銀行（リファレンスバンク）から報告されたレートを一般社団法人全銀協TIBOR運営機関が集計し毎営業日発表している「全銀協TIBOR」を指す。
TIBORは東京の銀行間取引金利のことであることから「三井住友銀行TIBOR」といえば三井住友銀行が東京のインターバンク市場で呈示したレートを指し、「みずほ銀行TIBOR」「三菱東京UFJ銀行TIBOR」などとは異なるレートとなる。こうした各銀行個別のTIBORは、全銀協TIBORとは異なる条件となるため、呈示した銀行は「Our TIBOR」などの呼称を用いることで区別する。

## 全銀協TIBOR
全銀協TIBORは、1995年11月16日から公表が開始された。無担保コール市場の実勢を反映した日本円TIBORと日本のオフショア市場の実勢を反映したユーロ円TIBORの2種類があり、2015年3月までそれぞれ1週間もの、1か月～12か月ものの13種類が公表されていたが、現在円TIBOR、ユーロ円TIBORともに1週間物、1・3・6・12か月物の5種類が公表されている。日本円TIBORは15金融機関、ユーロ円TIBORは14金融機関の呈示した金利から上位2行と下位2行の値を除いた単純平均により求められる。
リフィニティブ・ジャパン株式会社（かつてのトムソン・ロイター・ジャパン株式会社）での表示ページ名から、日本円TIBORをDTIBOR、ユーロ円TIBORをZTIBORと呼ぶことがある。日本円TIBORは金銭消費貸借契約書上ではリフィニティブ・ジャパンのスクリーンページを指す「Telerate17097ページ」と表現されることが多い。
- TIBORの種類[1]
  - 日本円TIBOR：無担保コール市場のリファレンスレート
  - ユーロ円TIBOR：オフショア市場のリファレンスレート
- 公表対象期間（テナー）：スポットスタート（T+2)
  - 1週間、1・3・6・12か月（2・4・5・7・8・9・10・11か月は廃止）
- 日数計算
  - 日本円TIBOR：365日ベース
  - ユーロ円TIBOR：360日ベース
- リファレンス・バンク[2]
  - 日本円TIBOR：15金融機関
  - ユーロ円TIBOR：14金融機関

LIBORは2023年6月末を持って全ての通貨が公表停止になるが、ユーロ円TIBORも2024年12月末での廃止を検討している。

## 参照
1. 1 2 3  全銀協TIBORとは | 全銀協TIBOR
2. 1 2  リファレンス・バンク | 全銀協TIBOR
3. ↑  情報提供会社 | 全銀協TIBOR
4. ↑  全銀協TIBORにおける新運営機関の設立・運営見直しに関するシンジケートローン取引実務への影響について - 日本ローン債券市場協会
5. ↑  全銀協TIBORの頑健性等に係る現状の自己評価と今後の対応について：日本銀行